# Ophiobolus littoralis
Ophiobolus littoralis är en svampart som först beskrevs av P. Crouan & H. Crouan, och fick sitt nu gällande namn av Pier Andrea Saccardo 1883. Ophiobolus littoralis ingår i släktet Ophiobolus och familjen Leptosphaeriaceae.   Inga underarter finns listade i Catalogue of Life.